# Piotr Budnikow
Piotr Pietrowicz Budnikow (ros. Пётр Петрович Будников, ur. 9 października?/21 października 1885 w Smoleńsku, zm. 16 grudnia 1968 w Moskwie) – rosyjski chemik.

## Życiorys
W 1906 skończył szkołę realną, a w 1911 Ryski Instytut Politechniczny, pracował w laboratorium instytutu, później jako inżynier w Elektrougli. W latach 1912–1914 wykładał chemię w szkole w Łodzi, później w Moskwie, w 1918 został docentem katedry Ryskiego Instytutu Politechnicznego ewakuowanego do Iwanowa-Wozniesienska, od 1919 był tam profesorem i kierownikiem katedry. Od 1926 pracował jako inżynier w Charkowie, w 1934 został dziekanem w Charkowskim Instytucie Chemiczno-Technologicznym, od 1939 był członkiem korespondentem Akademii Nauk ZSRR i członkiem rzeczywistym Akademii Nauk Ukraińskiej SRR, w 1941 objął kierownictwo Wydziału Nauk Fizyczno-Chemicznych, Matematycznych i Geologicznych Akademii Nauk Ukraińskiej SRR. Od 1944 kierował katedrą Moskiewskiego Instytutu Chemiczno-Technologicznego im. Mendelejewa, w 1945 zorganizował Moskiewski Instytut Przemysłu Gipsowego, którego w latach 1945-1947 był dyrektorem, w 1956 został członkiem zagranicznym PAN. Opublikował ponad 1500 prac naukowych (głównie na temat termochemii oraz technologii materiałów ogniotrwałych i cementów), w tym podręczniki i monografie, wypromował ponad 2000 inżynierów i ponad 100 kandydatów i doktorów nauk. Był członkiem Niemieckiego Towarzystwa Chemicznego oraz Towarzystw Ceramicznych: Amerykańskiego, Niemieckiego i Czechosłowackiego. Został pochowany na Cmentarzu Nowodziewiczym.

## Odznaczenia i nagrody
- Medal Sierp i Młot Bohatera Pracy Socjalistycznej (23 października 1965)
- Order Lenina (dwukrotnie - 19 września 1953 i 23 października 1965)
- Order Czerwonego Sztandaru Pracy (trzykrotnie - 10 czerwca 1945, 29 października 1949 i 29 października 1949)
- Nagroda Stalinowska (1952)
- Order Czerwonej Gwiazdy (1 października 1944)
- Order „Znak Honoru” (3 kwietnia 1944)
- Medal „Za pracowniczą dzielność” (15 czerwca 1961)

I inne.